# Афроямайцы

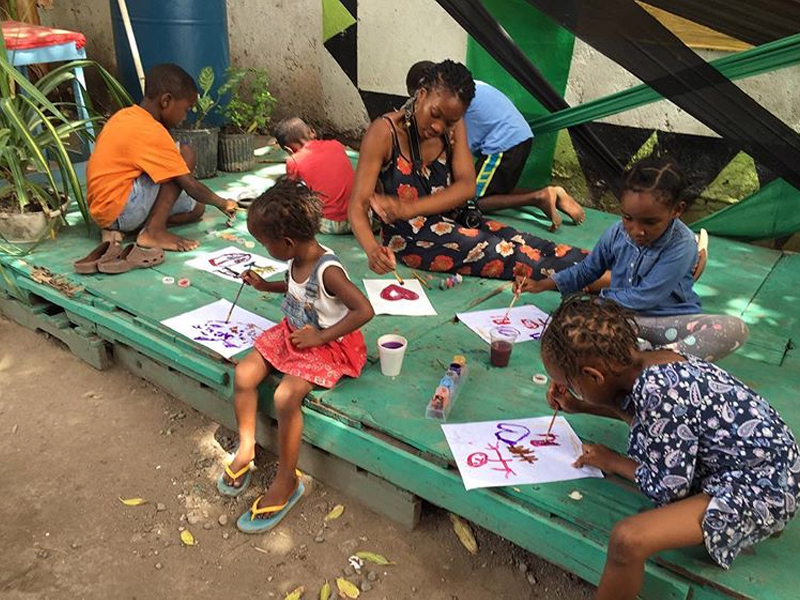
Дети в Кингстоне

Афроямайцы (англ. Afro-Jamaicans) — жители Ямайки африканского происхождения. Афроямайцы являются потомками рабов.

## Культура
Афроямайцы пришли из Восточной, Центральной и Западной Африки, многие из их обычаев выжили на основе памяти и мифов. Они охватывают весь жизненный цикл, такие как: Новорождённые не считаются полноправными жителями этого мира, пока не пройдёт 9 дней, что дух мертвого тела не будет в состоянии покоя в течение приблизительно 40 дней. В их религии был акт веры и общение с духами, которое совершается в ритуальном танце. Чаще Афроямайцы принимают в веру религию Кумина. Африканские ямайцы делали африканские музыкальные инструменты из материалов, найденных на Ямайке (тыква, раковины, бамбук, и т. д.).
Игра на барабанах запрещалась европейцами. Торжественная музыка используется в религиозных службах, а также просто на праздниках. Тесные жилые площади предоставляются порабощенным африканцам, которые ограничивают свои жилища в одном окне и одной двери. Афроямайцы говорят на английском языке, ямайском диалекте и на ямайском креольском языке. Ямайский говор был рожден от смешения языков африканских рабов и английских, ирландских, валлийских, шотландских моряков. Порабощенные африканцы говорили на разных диалектах, учитывая необходимость одного языка и был рождён Ямайский говор. Язык стал использоваться китайцами, индийцами, ливанцами, немцами и французами которые приезжали на Ямайку.

### Пословицы
Большинство ямайских пословиц похожи на пословицы языка акан, а некоторые на пословицы игбо или похожи между собой.